# Морвилье (Об)
Морвилье́ (фр. Morvilliers) — коммуна во Франции, находится в регионе Шампань — Арденны. Департамент — Об. Входит в состав кантона Сулен-Дюи. Округ коммуны — Бар-сюр-Об.
Код INSEE коммуны — 10258.
Коммуна расположена приблизительно в 175 км к востоку от Парижа, в 70 км южнее Шалон-ан-Шампани, в 45 км к востоку от Труа.

## Население
Население коммуны на 2008 год составляло 288 человек.
| 1962 | 1968 | 1975 | 1982 | 1990 | 1999 | 2008 |
| ---- | ---- | ---- | ---- | ---- | ---- | ---- |
| 344  | 320  | 291  | 251  | 247  | 264  | 288  |

## Экономика
В 2007 году среди 154 человек в трудоспособном возрасте (15—64 лет) 120 были экономически активными, 34 — неактивными (показатель активности — 77,9 %, в 1999 году было 63,6 %). Из 120 активных работали 107 человек (63 мужчины и 44 женщины), безработных было 13 (1 мужчина и 12 женщин). Среди 34 неактивных 4 человека были учениками или студентами, 17 — пенсионерами, 13 были неактивными по другим причинам.